# Аслан ибн Шахмардан
Аслан-хан сын Шахмардана (Аслан-бек, Аслан-хан кюринский; 1781—1836) — дагестанский политический деятель, назначенный российской администрацией правителем в Кюринского ханстве после упразднения лезгинских вольных обществ. Противник движения имама Гази-Мухаммада. Джамалуддин Казикумухский назвал его предателем, который распространяет грехи и злодеяния.

## История
Согласно П. К. Услару, в 1812 году Кавказская администрация образовала в Южном Дагестане Кюринское ханство, объединявшее территорию Кюры, с южным Казикумухским владением — Курахом, который стал столицей ханства. Во главе был поставлен Аслан, племянник Сурхая, тут же произведенный в полковники. Был тираном.
Хотя изначально в Кюра отсутствовала феодальная власть и лезгины не имели над собой ханов и беков. Кюра состояла из лезгинских вольных обществ: Котуркюринский, Чилейский, Кабирский, Ахмарлинский, Курахский, Картасский, Гюнейский, Стал-чиле и Гюгджейский.
Аслан-хан,  пьяница  и мот,  по характеристике того же Ермолова, оказался, однако, верным прислужником,  делавшим  все  для  полного  уничтожения  независимости  Дагестана. Из-за своей безнаказанности и вседозволенности, в одном лакском ауле во время пира, Аслан-хан и его нукеры «таскали баб, отнимали курей у горцев и бражничали».
Сурхай-хан II Кунбуттай 19 января 1820 года был объявлен низложенным, ввиду антиправительственной деятельности. 12 июня 1820 года у селения Хозрек он потерпел поражение и отступал к Гази-Кумуху, в это время Аслан занял село Кули где находился Сурхай-хан, пытаясь перекрыть ему путь.
«Аслан-ханъ кюринскій, повелъ свою конницу лѣвою нагорною стороною ущелья , съ тѣмъ, чтобъ, обойдя аулъ Гулули, гдѣ скрывался самъ Сурхай-ханъ, отрѣзать ему отступленіе къ своей столицѣ, къ Казикумуху».
Сурхай-хан сначала ушёл в Казикумух, но затем со своими нукерами ушел далее в  Аварию а затем бежал в Персию. 14 июня русские войска вступили в Гази-Кумух, столицу Казикумухского ханства. Управлять Кумухом было поручено Аслан-хану, который также унаследовал и Кюру, которая была восстановлена русскими в самостоятельное ханство. Аслан-хан принес присягу на Коране и стал ханом Казикумухского ханства. В 1826 году Сурхай-хан II вернулся из Персии в Андалал, северную часть Казикумухского владения. Сурхай-хан II умер в 1827 году в селе Согратль в возрасте 83 лет.
Утверждённый правителем Гази-Кумуха русским царём, Аслан-хан был возведен в чин генерал-майора. Командовавший русским отрядом сподвижник А. П. Ермолова В, Г. Мадатов объявил о пожаловании Аслан-хану чина генерал-майора, вручил ему императорскую грамоту, знамя с российским гербом, драгоценную саблю и орден Святого Георгия 4-й степени (специального, установленного для нехристиан образца) — «За отличия при покорении Табасарани, Кайтага и Казикумыка».
После кончины в 1836 году Аслан-хана, Кавказская администрация передала бразды правления в Казикумухе его сыну Магомед Мирза-хану, а в Кюринском ханстве штабс-капитану российской службы Гарун-беку, племяннику Аслан-хана, сыну его брата Таир-бека. В 1838 году Магомед Мирза умер, и правительницей стала вдова Аслан-хана Уму-Кусум (Гюльсум-бике), в помощь которой был создан совещательный орган в составе кадия и двух старшин знатного происхождения. Аслан-хан является единственным человеком, кому была вручена медаль «За верность и храбрость».